# Sukoharjo III
Sukoharjo III is een bestuurslaag in het regentschap Pringsewu van de provincie Lampung, Indonesië. Sukoharjo III telt 8134 inwoners (volkstelling 2010).